# Björkelund, Sölvesborgs kommun
Björkelund är en ort, belägen utefter länsväg K 509 i Ysane socken i Sölvesborgs kommun. Mellan 2015 och 2020 avgränsade SCB här en småort.